# Scaphiostomum pancreaticum
Scaphiostomum pancreaticum är en plattmaskart. Scaphiostomum pancreaticum ingår i släktet Scaphiostomum och familjen Brachylaimidae. Inga underarter finns listade i Catalogue of Life.